# 萨连特
萨连特，是西班牙加泰罗尼亚巴塞罗那省的一个市镇。总面积66平方公里，总人口7004人（2001年），人口密度106人/平方公里。